# Unterföhring
Unterföhring este o comună din districtul München, regiunea administrativă Bavaria Superioară, landul Bavaria, Germania. Comuna este situată la nord-est în imediata vecinătate a orașului München.

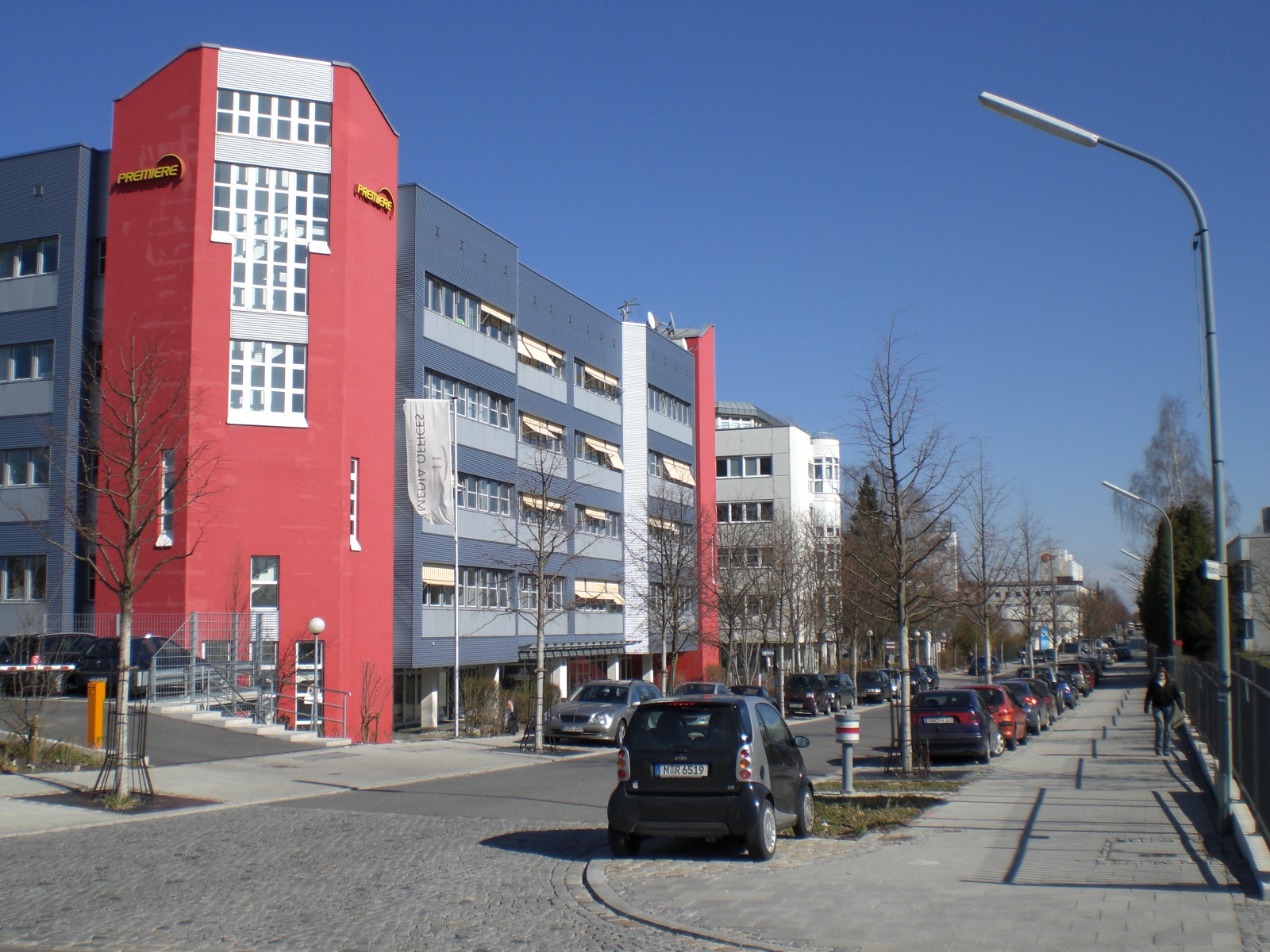
Unterföhring

## Date geografice și demografice
La vest, la marginea localității, curge spre nord râul Isar. Malul drept, aflat pe teritoriul comunei, este ceva mai înălțat decât cel stâng. Nu departe de localitate se află lacul Feringa (Feringasee),  escavat pentru obținerea balastului necesar construirii autostrăzii A99, este acum amenajat pentru agrement. Comuna este parcursă și de canalul Isar mijlociu, care face parte din sistemul de amenajare hidrografică a râului Isar.
Evoluția demografică:
| an   | locuitori |
| ---- | --------- |
| 1785 | 283       |
| 1840 | 327       |
| 1855 | 336       |
| 1871 | 388       |
| 1890 | 523       |
| 1900 | 684       |
| 1925 | 1.212     |
| 1939 | 1.587     |

| an   | locuitori |
| ---- | --------- |
| 1950 | 2.815     |
| 1961 | 3.276     |
| 1970 | 3.999     |
| 1987 | 5.105     |
| 2004 | 7.471     |
| 2006 | 7.645     |
| 2008 | 8.550     |
| 2009 | 8.974     |

## Date istorice și heraldică
Distrugerea podului de la Föhring peste râul Isar și construirea unui pod în amonte de el a marcat fondarea orașului München în 1158. Podul și localitatea se aflau pe atunci sub suzeranitatea episcopului de Freising. Localitatea "Feringin" a fost prima dată menționată în 807. Unterföhring ca localitate de sine stătătoare a fost prima dată menționată în 1180 ca inferius Feringin (adică situată mai jos, la aval). Oberföhring, unde s-a aflat și renumitul pod, face parte azi din orașul München.
Stema se compune din trei părți. Partea de jos arată un zid de cărămidă (produsă în această zonă în trecut). La mijloc stema este traversată de râul Isar. Negrul din partea de sus simbolizează stema episcopului de Freising.

## Economie și repere turistice
Localitatea este cunoscută în Germania mai ales ca sediu a numeroase studiouri de televiziune. 
De asemenea, prezentă cu un număr de 6000 de angajați, este firma de asigurări Allianz SE. In imediata vecinătate se află Swiss Re cu 580 angajați.
În decembrie 2009 a fost dată în folosință o centrală termică pentru 1200 locuințe din comună. Ea folosește ca sursă principală apa termală scoasă dintr-un puț care a fost forat începând din 2008. Apa are o temperatură de 86 °C cu un debit de peste 50 l/sec.
Din punct de vedere economic localitatea este mai bine situată decât orașul München, la fel ca majoritatea localităților din districtul München.